# Misato Komatsubara
Misato Komatsubara  (小松原 美里?, Komatsubara Misato) (Tokyo, 28 luglio 1992) è una danzatrice su ghiaccio giapponese. Pattinando insieme a suo marito Tim Koleto ha fatto parte della squadra giapponese che ha vinto l'argento nella gara a squadre ai Giochi olimpici invernali del 2022. Con il Giappone la coppia ha vinto un argento (2019) e un bronzo (2021) al World Team Trophy. Al Campionato nazionale giapponese ha vinto cinque ori (dal 2018 al 2021 e nel 2023), due argenti (2017 e 2022) e un bronzo (2016). In precedenza Komatsubara ha gareggiato per due stagioni per l'Italia pattinando insieme ad Andrea Fabbri.

## Competitive highlights
GP: Grand Prix; CS: Challenger Series; JGP: Junior Grand Prix

### Con Koleto per il Giappone
| Internazionali | Internazionali | Internazionali | Internazionali | Internazionali | Internazionali | Internazionali | Internazionali | Internazionali |
| Evento | 2016–17        | 2017–18        | 2018–19        | 2019–20        | 2020–21        | 2021–22        | 2022–23        | 2023–24        |
| --- | -------------- | -------------- | -------------- | -------------- | -------------- | -------------- | -------------- | -------------- |
| Giochi olimpici invernali |                |                |                |                |                | 22°            |                |                |
| Campionati mondiali |                |                | 21°            | C              | 19°            |                |                |                |
| Campionati dei Quattro continenti |                | 10°            | 9°             | 11°            |                |                | 7°             | 8°             |
| GP Cup of China |                |                |                | 10°            |                |                |                |                |
| GP NHK Trophy |                | 10°            | 8°             | R              | 1°             | 7°             | 9°             | 9°             |
| GP Rostelecom Cup |                |                | 8°             |                |                |                |                |                |
| GP Skate America |                |                |                |                |                | 6°             |                |                |
| GP Skate Canada |                |                |                |                |                |                | 7°             |                |
| CS Asian Open |                |                | 3°             | 9°             |                | R              |                |                |
| CS Autumn Classic |                |                |                | R              |                |                |                |                |
| CS Lombardia Trophy |                | 8°             |                |                |                |                |                |                |
| CS U.S. Classic |                |                | 3°             |                |                |                | 7°             |                |
| CS Warsaw Cup |                |                |                |                |                | R              |                |                |
| Challenge Cup |                |                |                |                |                |                | 4°             |                |
| Toruń Cup |                | 4°             |                |                |                |                |                |                |
| Nazionali |                |                |                |                |                |                |                |                |
| Campionati giapponesi | 3°             | 2°             | 1°             | 1°             | 1°             | 1°             | 2°             | 1°             |
| Japan Western Secttional | 2°             | 1°             |                |                | 1°             |                |                | 3°             |
| Eventi a squadre |                |                |                |                |                |                |                |                |
| Giochi olimpici invernali |                |                |                |                |                | 2º S           |                |                |
| World Team Trophy |                |                | 2° S 6° P      |                | 3° S 5° P      |                |                |                |
| A = Assegnati; R = Ritirati; C = Evento cancellato S = Risultato della squadra; P = Risultato personale. Medaglie assegnate solo per il risultato della squadra. |                |                |                |                |                |                |                |                |

### Con Fabbri per l'Italia
| Internazionali          | Internazionali | Internazionali |
| Evento                  | 2014–15        | 2015–16        |
| ----------------------- | -------------- | -------------- |
| Campionati europei      | 23°            | 21°            |
| CS Denkova-Staviski Cup |                | 4°             |
| CS Ice Challenge        | 5°             | 2°             |
| CS Nepela Trophy        | 6°             |                |
| Bavarian Open           | 1°             |                |
| Lombardia Trophy        |                | 3°             |
| Santa Claus Cup         | 3°             | 2°             |
| Nazionali               |                |                |
| Campionati italiani     | 3°             | 3°             |

### Con Kaoru Tsuji per il Giappone
| Nazionali                    | Nazionali | Nazionali |
| Evento                       | 2011–12   | 2012–13   |
| ---------------------------- | --------- | --------- |
| Campionati giapponesi        |           | 4°        |
| Campionati giapponesi junior | 1°        |           |
| Japan Western Sectional      | 1° J      | 2°        |

### Con Kokoro Mizutani per il Giappone
| Internazionali                     | Internazionali | Internazionali |
| Evento                             | 2009–10        | 2010–11        |
| ---------------------------------- | -------------- | -------------- |
| Campionati mondiali                |                | 14° PR         |
| JGP Germania                       |                | 15°            |
| JGP Giappone                       |                | 11°            |
| Bavarian Open                      |                | 5° J           |
| Nazionali                          |                |                |
| Campionati nazionali junior        | 1°             | 1°             |
| J = Junior; PR = Turno preliminare |                |                |

### Individuale femminile
| Nationali                   | Nationali |
| Evento                      | 2007–08   |
| --------------------------- | --------- |
| Campionati nazionali junior | 23°       |